# Zaprochilus jingemarra
Zaprochilus jingemarra är en insektsart som beskrevs av Rentz, D.C.F. 1993. Zaprochilus jingemarra ingår i släktet Zaprochilus och familjen vårtbitare. Inga underarter finns listade i Catalogue of Life.